# HC Grave
HC Grave is een Nederlandse hockeyclub uit de Noord-Brabantse plaats Grave.
De club werd opgericht op 30 november 1978 en speelt op een terrein aan de Stoofweg vlak naast de Provinciale weg 324. De club heeft in het seizoen 2012/13 geen standaardteams in de bondscompetities van de KNHB.
In 2021 neemt HC Grave samen met voetbalclub EGS'20 sportpark De Kranenhof in gebruik en ziet het aantal leden in korte tijd verdubbelen. Daarmee zijn er weer 3 dames standaard teams en 1 heren team in 2023.